# Phil Edwards (ciclista)
Philip "Phil" Edwards, (Bristol, 3 de setembre de 1949 - Mònaco, 23 d'abril de 2017) fou un ciclista anglès que competí professionalment del 1976 al 1980. Va participar en les proves de ruta i contrarellotge dels Jocs Olímpics d'Estiu de 1972 celebrats a Amsterdam.
Una de les seves principals victòries fou una etapa a la Volta a Catalunya de 1978.

## Palmarès en pista
- 1971
  - Vencedor d'una etapa a la Milk Race
- 1972
  - Vencedor d'una etapa a la Milk Race
- 1973
  - Vencedor d'una etapa a la Milk Race
- 1975
  - 1r al Giro del Friül-Venècia Júlia
  - 1r a la Coppa Cicogna
  - Vencedor de 2 etapes a la Milk Race
- 1977
  -  Campió del Regne Unit en ruta
- 1978
  - Vencedor d'una etapa a la Volta a Catalunya

### Resultats al Giro d'Itàlia
- 1976. 69è de la classificació general
- 1977. 109è de la classificació general
- 1978. 69è de la classificació general
- 1979. 42è de la classificació general